# Strumento europeo per la pace

Bandiera dell'Unione europea

Lo Strumento europeo per la pace (European Peace Facility, EPF) è uno strumento fuori bilancio per consolidare le azioni dell'Unione europea finalizzate a prevenire i conflitti, costruire la pace e rafforzare la sicurezza internazionale.
Inquadrato nell'ambito della Politica estera e di sicurezza comune (PESC), questo fondo coordina le iniziative degli Stati membri dell'Unione europea ed estende il sostegno ai partner dell'Unione in tutto il mondo. Dal suo avvio, avvenuto il 22 marzo 2021, l'Unione europea può sostenere le operazioni nei paesi terzi, come è avvenuto con l'invasione russa dell'Ucraina, quando il Consiglio del 28 febbraio 2022 ha approvato la decisione di fornire equipaggiamenti militari alle forze armate ucraine.
Per contribuire ad aumentare le capacità militari e di difesa autonome dei paesi partner, il fondo può fornire attrezzature e infrastrutture correlate e fornire misure di assistenza. Lo strumento, che dispone di 5 miliardi di euro (a valori 2018) per il periodo 2021-2027, garantirà il finanziamento dei costi delle operazioni della Politica di sicurezza e di difesa comune (PSDC).
A partire dalla sua istituzione, l'EPF sostituisce e amplia i precedenti strumenti finanziari in questo settore, vale a dire il meccanismo Athena e il Fondo per la pace in Africa (APF).

## Contesto
Genericamente, il concetto di autonomia strategica è legato alle capacità essenziali per compiere azioni militari autonome. Nello specifico, il concetto ha tre dimensioni:
- politica (strategia),
- operativa (capacità),
- industriale (team).

La sua attuazione rende necessario ridefinire il concetto di sovranità di ciascuno Stato membro dell'Unione, poiché, a causa della perdita della capacità militare di garantire individualmente la propria sovranità, i governi devono valutare quali parti della loro difesa sono sovranazionali e il livello di specializzazione da scegliere.
Questo approccio ha guadagnato terreno dopo la Brexit, poiché l'Unione ha cercato una risposta alla relativa crisi del multilateralismo, alla crescente concorrenza tra Cina e Stati Uniti, al potenziale agitatore della Russia e ai vari conflitti latenti nelle vicinanze dell'Unione.
Pertanto, il ritiro delle truppe statunitensi dall'Afghanistan nell'estate 2021 è servito all'Unione per riaffermare le sue pretese di rafforzare la propria difesa poiché una parte dei leader europei ha ritenuto che la decisione fosse contraria agli interessi dell'Unione, che si è opposta non solo al ritiro ma anche al modo in cui era stato fatto, interpretandola come un segno che gli Stati Uniti stavano tornando all'isolazionismo e quindi che stavano diventando meno degni di fiducia.
Di conseguenza, il discorso sullo stato dell'Unione pronunciato il 15 settembre 2021 da Ursula von der Leyen, ha sollevato diversi piani di coordinamento tra i membri dell'Unione e proposte sulla cooperazione globale, affermando che «stiamo entrando in una nuova era caratterizzata dall'ipercompetitività», e suggerendo che «l'Europa vuole diventare più attiva in quanto attore globale».
La Commissione europea, nel suo Libro bianco sulla difesa del giugno 2017, ha esteso la sua attenzione industriale sull'autonomia ad altri aspetti associati alla regolamentazione degli investimenti esteri strategici, all'ammontare delle spese per la difesa e al miglior rapporto qualità-prezzo attraverso acquisizioni multinazionali e la riduzione della dipendenza dell'Europa dai paesi terzi per componenti chiave.
Solo alcuni Stati dell'Unione hanno i propri criteri di autonomia strategica che possono essere applicati a livello comunitario. Pertanto, il governo francese ha ritenuto che le autonomie strategiche nazionali ed europee si rafforzino a vicenda nella misura in cui aumentano le loro possibilità di azione; inoltre, il senso di autonomia è più radicato in Francia che in altri Stati, poiché questo paese – in quanto potenza nucleare – richiede ampia libertà di azione e dispone di un settore industriale sotto il controllo pubblico.
L'8 giugno 2017, il Consiglio dell'Unione europea ha istituito una capacità militare di pianificazione e condotta (MPCC). Questo embrione di quartier generale militare permanente ha assunto il comando delle missioni di addestramento militare dell'Unione in Somalia (EUTM Somalia), Mali (EUTM Mali) e Repubblica Centrafricana (EUTM RCA).
In campo industriale, l'obiettivo del governo tedesco è preservare le sue tecnologie critiche nazionali e accrescerle attraverso la cooperazione europea. Nella progressiva costruzione dell'autonomia strategica, il contesto geopolitico e la "crisi esistenziale" dell'Unione hanno favorito iniziative bilaterali di carattere militare nella cooperazione franco-tedesca. Di conseguenza, questi paesi ritengono necessario aumentare l'autonomia strategica dell'Unione perché integra, non sostituisce, le capacità nazionali. Inoltre, a seguito della Brexit, il Regno Unito non è più un ostacolo alla politica di difesa comune europea.
Tuttavia, le relazioni strategiche e industriali che Germania e Francia intrattengono con il Regno Unito potrebbero consentire allo stesso di essere presente nella difesa europea.
Per quanto riguarda le relazioni transatlantiche, l'invasione russa dell'Ucraina è stata protagonista del vertice della NATO di Madrid del 28-30 giugno 2022, che ha approfondito gli scambi tra l'Organizzazione del Trattato dell'Atlantico del Nord (NATO), l'Unione europea e i suoi Stati membri.

## Dotazione
Lo "Strumento europeo per la pace" dispone di una dotazione finanziaria di 5 692 milioni di euro a valori correnti per il periodo 2021-2027:
| anno 2021 | anno 2022 | anno 2023 | anno 2024 | anno 2025 | anno 2026 | anno 2027 |
| --------- | --------- | --------- | --------- | --------- | --------- | --------- |
| 420       | 540       | 720       | 900       | 980       | 1 000     | 1 132     |

I contributi saranno determinati in capo agli Stati membri sulla base di un criterio di ripartizione fondato sul reddito nazionale lordo (RNL).
In considerazione che l'86% del massimale finanziario globale per il periodo 2021-2027 è già stato impegnato nel 2022, principalmente per l'Ucraina, il Consiglio dei ministri degli affari esteri il 12 dicembre 2022 ha deciso di aumentare il massimale finanziario globale di 2 miliardi di euro (a valori 2018) nel 2023, con la possibilità di un ulteriore aumento in una fase successiva.
In attuazione alla decisione del 12 dicembre 2022, il Consiglio dei ministri degli affari esteri il 14 marzo 2023 ha deciso di aumentare il massimale finanziario dello Strumento europeo per la pace a 7,979 miliardi di euro (a prezzi correnti) sino al 2027.

## Attività
Lo "Strumento europeo per la pace", sostituendo il "meccanismo Athena" e il "Fondo per la pace in Africa" (APF), ha continuato a finanziare le attività che avevano ricevuto sostegno tramite questi meccanismi: Somalia (EUTM Somalia), Mali (EUTM Mali) e Repubblica centrafricana (EUTM RCA).

### Somalia
La "Missione di addestramento dell'Unione europea per la Somalia" (EUTM Somalia) è stata avviata il 7 aprile 2010.
Il 6 luglio 2022 il Consiglio dell'Unione europea ha deciso uno stanziamento alla missione EUTM Somalia di 120 milioni di euro per l'anno 2022, dopo i 60 milioni stanziati nel luglio 2021 per il secondo semestre 2021.

### Mali
Il 17 gennaio 2013 il Consiglio dei ministri degli affari esteri dell'Unione europea, in attuazione alla risoluzione del Consiglio di sicurezza delle Nazioni Unite n. 2085 del 20 dicembre 2012, ha approvato la "Missione di addestramento dell'Unione europea per il Mali" (EUTM Mali) con compiti di addestramento, formazione e supporto logistico all'esercito del Mali, contemporaneamente con l'avvio della Missione internazionale di sostegno al Mali (AFISMA), promossa sotto l'egida della Comunità economica degli Stati dell'Africa occidentale.
Con il quinto mandato dell'EUTM Mali la missione è stata prorogata al 18 maggio 2024 con lo stanziamento di 133,7 milioni di euro.

### Repubblica Centrafricana
Il 19 gennaio 2015 il Consiglio dei ministri degli affari esteri dell'Unione europea ha approvato la "Missione militare consultiva dell'Unione europea nella Repubblica centrafricana" (EUMAM RCA).
Il 19 aprile 2016 il Consiglio dei ministri della difesa dell'Unione europea ha approvato l'istituzione di una Missione militare di formazione nella Repubblica centrafricana (EUTM RCA) per contribuire alla riforma nazionale del settore della difesa, operativa dal 16 luglio 2016, alla scadenza della missione EUMAM RCA.
Il 9 dicembre 2019 il Consiglio dei ministri dell'Unione europea ha istituito una missione civile di natura consultiva in ambito PSDC nella Repubblica centrafricana (EUAM RCA).
Il 28 luglio 2022 il Consiglio dei ministri dell'Unione europea ha prorogato la missione militare nella Repubblica centrafricana (EUTM RCA) al 23 settembre 2023 e la missione civile (EUAM RCA) al 9 agosto 2024.

### Mozambico
Il 12 luglio 2021 il Consiglio dell'Unione europea ha deciso l'invio di una missione militare in Mozambico (EUTM Mozambico) con l'obiettivo di formare e sostenere le forze armate mozambicane nella protezione della popolazione civile e nel ripristino della sicurezza e della protezione nella provincia di Capo Delgado.
Il 19 novembre 2021 Il Consiglio ha deciso il sostegno finanziario per 40 milioni di euro per l'addestramento delle unità militari mozambicane impegnate nella provincia di Capo Delgado, e ulteriori 45 milioni di euro il 21 aprile 2022.
Inoltre, il 1º dicembre 2022 il Consiglio ha stanziato 20 milioni di euro a sostegno delle forze di difesa ruandesi impegnate a nella provincia di Capo Delgado.

### Unione africana
Il 21 aprile 2022 il Consiglio dell'Unione europea ha deciso una misura di assistenza a sostegno dell'Unione africana per l'importo di 600 milioni di euro in materia di cooperazione nel settore della pace e della sicurezza, per il triennio 2022-2024.

### Niger
Il 18 luglio 2022 il Consiglio dell'Unione europea ha stanziato 25 milioni di euro a favore del Niger con l'obiettivo di rafforzare le capacità e la resilienza delle forze armate nigerine per difendere l'integrità territoriale e la sovranità del paese e proteggere meglio la popolazione civile dalla crescente minaccia terroristica.

### Ucraina
Il 28 febbraio 2022 il Consiglio straordinario dei ministri della difesa dell'Unione europea ha conferito al dipartimento dell'Alto rappresentante dell'Unione per gli affari esteri e la politica di sicurezza il potere di coordinare, attraverso lo "Strumento europeo per la pace", la fornitura di armi e materiali che gli Stati membri dell'Unione stavano effettuando per aiutare l'Ucraina. Il giorno prima i ministri degli affari esteri avevano approvato che il bilancio comunitario finanziasse parte di questi acquisti, una decisione senza precedenti nella storia dell'Unione europea, nonostante l'astensione di Austria, Irlanda e Malta.
Il Consiglio dei ministri ha annunciato lo stanziamento 450 milioni di euro per l'acquisto di materiale da combattimento e altri 50 milioni per l'acquisto di carburante e materiale difensivo. Questo denaro aiuterà gli Stati dell'Unione a finanziare l'acquisto e la spedizione di armi in Ucraina. È prevedibile che il materiale arriverà attraverso Polonia, Slovacchia e Romania, confinanti con l'Ucraina, mentre il governo ungherese ha annunciato che non permetterà il passaggio di armi o truppe attraverso il suo territorio.
Il 23 marzo 2022 il Consiglio dei ministri della difesa ha deciso un ulteriore stanziamento di 500 milioni di dollari per finanziare l'invio di attrezzature di protezione individuale, kit di pronto soccorso e carburante nonché attrezzature militari sia offensive che difensive.
Un terzo stanziamento di 500 milioni di dollari è stato deciso il 13 aprile 2022.
Un quarto stanziamento di 500 milioni di dollari è stato deciso il 23 maggio 2022.
Un quinto stanziamento di 500 milioni di dollari è stato deciso il 21 luglio 2022.
Un sesto stanziamento di 500 milioni di dollari è stato deciso il 17 ottobre 2022.
Il 2 febbraio 2023 è stato deciso il settimo pacchetto di aiuti militari per 500 milioni di euro e di assistenza per 45 milioni.

### Moldavia
Il 30 giugno 2022 il Consiglio dei ministri della difesa ha stanziato 40 milioni di euro a favore della Moldavia per rafforzare le capacità delle unità della logistica, della mobilità, di comando e controllo, di ciberdifesa, di ricognizione aerea mediante veicoli senza equipaggio e di comunicazione tattica delle forze armate moldave. Nel dicembre 2021 erano già stati stanziati 7 milioni di euro a titolo di assistenza.

### Georgia
Il 1º dicembre 2022 il Consiglio dei ministri della difesa ha stanziato 20 milioni di euro a favore della Georgia per rafforzare le capacità dei servizi medico-militare, logistico, del genio e della ciberdifesa delle forze di difesa georgiane. Nel dicembre 2021 erano già stati stanziati 12,75 milioni di euro a titolo di assistenza.

## Pubblicazioni
- DECISIONE (PESC) 2021/509 DEL CONSIGLIO del 22 marzo 2021 che istituisce uno strumento europeo per la pace, e abroga la decisione (PESC) 2015/528, in Gazzetta ufficiale dell’Unione europea, n. 102, 24 marzo 2021.